# Hero – Beyond the Boundary of Time
Pour plus de détails, voir Fiche technique et Distribution.
Hero – Beyond the Boundary of Time (正牌韋小寶之奉旨溝女, Wai Siu Bo: Fung ji kau lui, litt. « L'authentique Wai Siu-bo flirte avec des femmes sur ordre de l'empereur ») est une comédie hongkongaise réalisée par Blackie Ko et sortie en 1993 à Hong Kong. Le scénario s'inspire du roman Le Cerf et le Tripode (en) de Louis Cha, publié en de 1969 à 1972. Tony Leung Chiu-wai reprend son personnage de Wai Siu-bo qu'il tenait dans la série The Duke of Mount Deer (en) (1984). Il est possible que ce soit une préquelle parodique du film The Iceman Cometh (en) (1989).
Elle totalise 10 348 938 HK$ de recettes au box-office.

## Synopsis
Wai Siu-bo (Tony Leung Chiu-wai) de la dynastie Qing a la chance de traverser le temps pour arriver dans le Hong Kong d'aujourd'hui.

## Fiche technique
- Titre original : 正牌韋小寶之奉旨溝女
- Titre international : Hero – Beyond the Boundary of Time
- Réalisation : Blackie Ko
- Scénario : Matt Chow (en), Joe Ma (en), Clarence Yip et Lei Yan
- Photographie : Andrew Lau
- Montage : Cheng Chak-man et Chan Kei-hop
- Musique : Richard Lo
- Production : Clarence Yip
- Société de production : Movie Impact
- Société de distribution : Newport Entertainment
- Pays d'origine :  Hong Kong
- Langue originale : cantonais
- Format : couleur
- Genre : comédie et fantastique
- Durée : 92 minutes
- Dates de sortie :
  - Hong Kong : 12 juin 1993

## Distribution
- Tony Leung Chiu-wai : Wai Siu-bo
- Dicky Cheung (en) : Chiu
- Ng Suet-man : Siu Ha
- Veronica Yip : la princesse
- Kent Tong : l'empereur Kangxi
- Lee Fai : Shang
- Kim Won-jin : Yuen Chun
- Chang Gan-wing : Oncle Wah
- Jamie Luk : Loan Shark Hung
- Lee Yuet-sin : Mme Hung
- Billy Ching : Choi
- Gilbert Lam : l'ex-petit ami de Ha
- Yeung Qui-lee : la nouvelle petite amie de l'ex de Ha
- Wong Man-shing : un homme de Hung
- Sophia M. Crawford : le tueur de Kwai
- Fong Yue : un villageois
- So Wai-naam : un homme de Choi
- Lam Kwok-git : un homme de Choi
- Leung Kai-chi : l'antiquaire
- Lui Siu-ming : l'employé de l'antiquaire
- Simon Cheung : un policier
- Wong Si-man
- Chiu Tat-san
- Tania Wong
- Alan Lo
- Lo Ka-seun